# Отрадный (Томская область)
Отра́дный — посёлок в Асиновском районе Томской области России. Входит в состав Новониколаевского сельского поселения.

## История
В 1966 году указом Президиума Верховного Совета РСФСР селению Охотпосёлок присвоено наименование посёлок Отрадный.

## Население
| 1959 | 1970 | 1979 | 1989 | 2002 | 2010 | 2012 |
| ---- | ---- | ---- | ---- | ---- | ---- | ---- |
| 88   | ↘86  | ↘82  | ↘74  | ↘53  | ↘52  | ↘50  |
| 2013 | 2014 | 2015 | 2019 | 2021 |      |      |
| →50  | →50  | ↘46  | ↘43  | ↘17  |      |      |

## Улицы
В посёлке имеется одна улица — Охотпосёлок.